# Batalla de Barú
La batalla de Barú fue un combate naval en la península de Barú acaecida el 8 de junio de 1708. Se desarrolló frente a las costas del actual Caribe colombiano cerca a Cartagena de Indias, entre una flota del Imperio español y una escuadra británica.

## Antecedentes
La batalla de Barú, está enmarcada en la guerra de Sucesión Española (1701–1713), donde un bloque formado por los borbónicos, Francia, Baviera y la España fiel a Felipe V, se enfrentó a otro bloque de naciones compuesto por los austracistas, Provincias Unidas, Saboya, Reino Unido, Portugal, Prusia, Sacro Imperio, Austria y españoles fieles al archiduque Carlos.
El combate marca la definitiva caída de los galeones como naves predominantes en los océanos, siendo ya anticuados ante los poderosos navíos de línea construidos por los británicos.

## Prólogo
La Real Armada Española contaba para 1699 con la flota de Galeones a Tierra Firme, con los dos últimos navíos de este tipo: el San José y el San Joaquín, que llegan a Cartagena de Indias el 27 de abril de 1706 provenientes de Cádiz.
Tras las Ferias de Portobelo que fueron organizadas por el virrey del Perú para celebrar su propia llegada a las Américas, el 28 de mayo de 1708, el general José Fernández de Santillán, conde de Casa Alegre zarpó con la flota de 20 naves hacia Cartagena de Indias para su mantenimiento antes de su partida hacia Europa.
Los españoles no se quedaron a la zaga en precauciones defensivas. Durante tres meses estuvieron cargando el San José, cambiaron de cargueros periódicamente; y mantuvieron durante y después de la faena aislados a los estibadores.
Su intención era tomar rumbo hacia La Habana y posteriormente a España antes de que comenzara la temporada de huracanes en el Caribe.
La escuadra del conde de Casa Alegre estaba compuesta por once mercantes y siete unidades de combate, además del aviso Vizcaíno, el San José y el Ntra. Sra. de las Mercedes. Se esperaba además que la escuadra francesa de Ducasse le diera escolta desde La Habana.
Por su parte, Inglaterra sabía que durante 6 años el Imperio español no había recibido ni un peso de sus colonias, así que despliegan doce navíos por los sitios estratégicos por donde, se suponía, debía pasar la flota española con los tesoros. El comodoro inglés Charles Wager tenía conocimiento de que la flota del conde de Casa Alegre había zarpado de Portobelo. Así que se puso a la mar el 6 de abril de 1708, patrullando la zona comprendida entre las islas del Rosario y los bajos de Salmedina.
El gobernador de Cartagena José de Zúñiga, se percató de la situación y envió a Portobelo embarcaciones para informar sobre los movimientos de la escuadra británica.

## Flota británica
La flota de Wager estaba compuesta por los navíos: HMS Expedition, armado con 74 cañones y nave capitana; el HMS Kingston con 60 cañones, al mando del Capitán Simon 'Timothy' Bridge; el HMS Portland con 50 cañones siendo su capitán Edward Windsor y el brulote Vulture, con 8 cañones mandado por el capitán B. Crooke.

## Flota española
La escuadra española estaba compuesta por los galeones San José y su gemelo San Joaquín, ambos de 64 cañones y con un desplazamiento de 1200 toneladas, el navío mercante Santa Cruz armado con 44 cañones, la urca Nuestra Señora de la Concepción con 40 cañones, el patache Nuestra Señora del Carmen armado con 24 cañones, y las fragatas francesas Le Mieta y Saint Esprit, con 34 y 32 cañones respectivamente.

## La batalla
En la noche de luna llena del 7 de junio de 1708, el conde de Casa Alegre comandante de la flota española decide anclar cerca a las Islas Corales del Rosario, a unas veinte leguas de la bahía de Cartagena. Al día siguiente la escuadra de Wager lentamente se dirige hacia la flota española, a las tres de la tarde del 8 de junio, cada buque tiene a su tripulación en el puesto de combate.
El San José en el centro de la formación está escoltado en proa por la fragata francesa Saint Esprit y la urca Concepción. A popa estaban situados el patache Carmen, el aviso Vizcaíno, y la fragata francesa Le Mieta, cerrando la formación estaba en retaguardia el galeón San Joaquín. Los mercantes se encontraban en sotavento, mientras el Santa Cruz comandado por Nicolás de la Rosa, conde de la Vega Florida, se situaba en vanguardia.
Hacia las cinco de la tarde, el comodoro inglés da la orden de atacar a los españoles, el Kingston abrió fuego contra el San Joaquín destrozando la verga del palo mayor, lo que le restó velocidad, sin embargo es defendido heroicamente por la urca Concepción y el Saint Esprit, lo que le permite escapar.
Wager cree que el tesoro está repartido en los 3 navíos más grandes, así que el HMS Expedition toma rumbo directo al galeón San José para abordarlo abriéndose paso a cañonazos.
El Expedition, a unos 300 metros de su objetivo, le dispara al velamen y al timón, pero el navío español responde al fuego con los cañones de estribor. Los británicos siguen disparándole ante la mala puntería del San José, pero faltando sólo 60 metros para iniciarse el abordaje, cerca de las siete y media de la noche, el San José estalla en miles de pedazos, dañando también a su enemigo. Los ingleses atónitos ven como su botín se pierde en las aguas y hundiéndose hasta los 210 metros de profundidad. De las cerca 600 personas embarcadas del San José solo se salvaron 11, que fueron recogidas por un bote inglés.
Wager entiende que no puede irse con las manos vacías, así que a las 2:00 a. m. va en busca de otro buque español, lo atacan con toda su artillería, creyendo que era el San Joaquín, los otros dos navíos ingleses se unen a la carnicería pero cuando lo abordan se dan cuenta de que era el Santa Cruz; no encontraron tesoros y solo se apoderaron de las pertenencias de los 300 particulares que se encontraban a bordo. Los ingleses manifestaron que en la captura del buque español perecieron 14 ingleses y 90 españoles.
El comodoro Wager ante los severos daños del HMS Expedition, ordena que el HMS Kingston y el HMS Portland persigan y traten de capturar al galeón San Joaquín que se había retirado del combate por los daños en velas y jarcia, y hacia las 3:00 a. m. ya navegaba solo; sin embargo, no logran su cometido a pesar de haberle asestado algunos cañonazos a las dos de la tarde del 10 de junio en los bajos de Salmedina cerca a Cartagena. Los ingleses terminan la persecución cuando el almirante Miguel Agustín de Villanueva comandante del San Joaquín logra poner a salvo a su navío bajo las baterías del fuerte de Bocachica.

## Consecuencias
La batalla de Barú fue uno de los combates navales decisivos en el plano táctico y en la construcción de barcos, demostrando que los galeones eran anticuados ante los navíos de línea construidos por los británicos. El galeón en el siglo XVIII comenzó a ser reemplazado por buques más eficientes y especializados, sin embargo los galeones siguieron siendo la columna vertebral de las flotas españolas durante varias décadas debido a la restricción por parte del Imperio español en cuanto a la adquisición de nuevas ideas en la construcción naval.
En diciembre del 2015 el gobierno colombiano anunció el hallazgo del galeón San José.